# Страјсенд ефекат
Страјсенд ефекат је колоквијални назив за феномен где покушај сакривања или уклањања делића информације доводи до нежељеног ширења те информације. Добио је име по америчкој музичарки и глумици Барбри Страјсенд, чији је покушај из 2003. да спречи објављивање слика њеног дома неочекивано привукао већи публицитет.
Слични покушаји су прављени, на пример, писмима којима се се тражи уклањање фајлова и веб-сајтова. Уместо да се они уклоне, ове информације (као што су видео-клипови и исмевајуће песме, које су често копиране преко интернета или дељење преко мрежа за размену датотека) су добиле већи публицитет и пажњу медија.
Мајк Масник је сковао овај термин након што је Страјсендова, цитирајући кршења приватности, неуспешно тужила фотографа Кенета Аделмана тражећи одштету од 50 милиона долара како би уклонила слике њене виле из јавне колекције 12.000 слика калифорнијске обале. Аделман је изјавио да је он само сликао имања на обали да документује обалску ерозију као део владиног пројекта. Пре него што је Страјсендова поднела тужбу, слика њене виле је била преузета са Аделмановог сајта само шест пута, од чега су два преузимања учинили Страјсендини адвокати. Као резултат случаја драстично је порастао интерес јавности за сликом; више од 420.000 људи је посетило сајт током следећег месеца.

## Други примери
- Филм Житије Брајаново је стекао већи публицитет након што су га верске групе оптужиле да је богохулан и довеле до пораста гледаности јер су људи ишли у биоскопе да виде о чему се ради.
- Дански лист Јиланд Пост је 30. септембра 2005. објавио карикатуре Мухамеда којима се критикује забрана слобода говора о негативној природи ислама. Карикатуре су изазивале анти-данско расположење у исламском свету, а карикатуре су обишле свет.
- У новембру 2007. Тунис је блокирао приступ сајтовима Јутуб и Дејлимоушн након што је на њих постављен материјал о туниским политичким затвореницима. Активисти и њихови симпатизери су онда линковали положај резиденције тадашњег туниског председника Зина ел Абидин бен Алија на Гугл ерту на видео-клипове о грађанским слободама.[6]
- Сајентолошка црква је 2008. године је неуспешно покушавала да примора интернет сајтове да обришу видео фајл са Томом Крузом који прича о сајентологији. Овај покушај је довео до тога да хакерска група Анонимуси покрене пројекта Чанологија.[7][8][9]
- Интернет задужбина за надзор је 5. децембра 2008. године ставила Википедијин чланак о албуму Virgin Killer групе Скорпионс на своју црну листу, сматрајући да је омот албума „потенцијално незаконита непристојна слика детета млађег од 18 година“.[7] Овај чланак је убрзо постао један од најпосећенијих чланака на Википедији[10], а публицитет који је проузроковала је довео до тога да се слика омота прошири широм интернета.[11]
- Интернет сајт Викиликс је 2010. године био мета DoS напада и одбијања интернет провајдера да хостују сајт као последица цурења дипломатских депеша из америчких амбасада. Људи који су подржавали Викиликс су добровољно направили копије сајта учинивши тако немогућим покушаје да се уклоне депеше.[12]
- Нискобуџетни филм Невиност муслимана је стекао већи публицитет након што су га исламистичке групе оптужиле да вређа ислам. У антиамеричким демонстрацијама настрадао је амерички амбасадор у Либији Кристофер Стивенс.[13]